# 加普隆芝士
加普隆芝士產自法國中部的奥弗涅。加普隆芝士是半球體狀，有白色粉衣外殼，外面包著緞帶，並貼有標籤，芝士肉由粉白色至象牙白色。加普隆芝士的味道十分刺鼻，因為在芝士製作時加入了大蒜調味。